# Федеральный университет

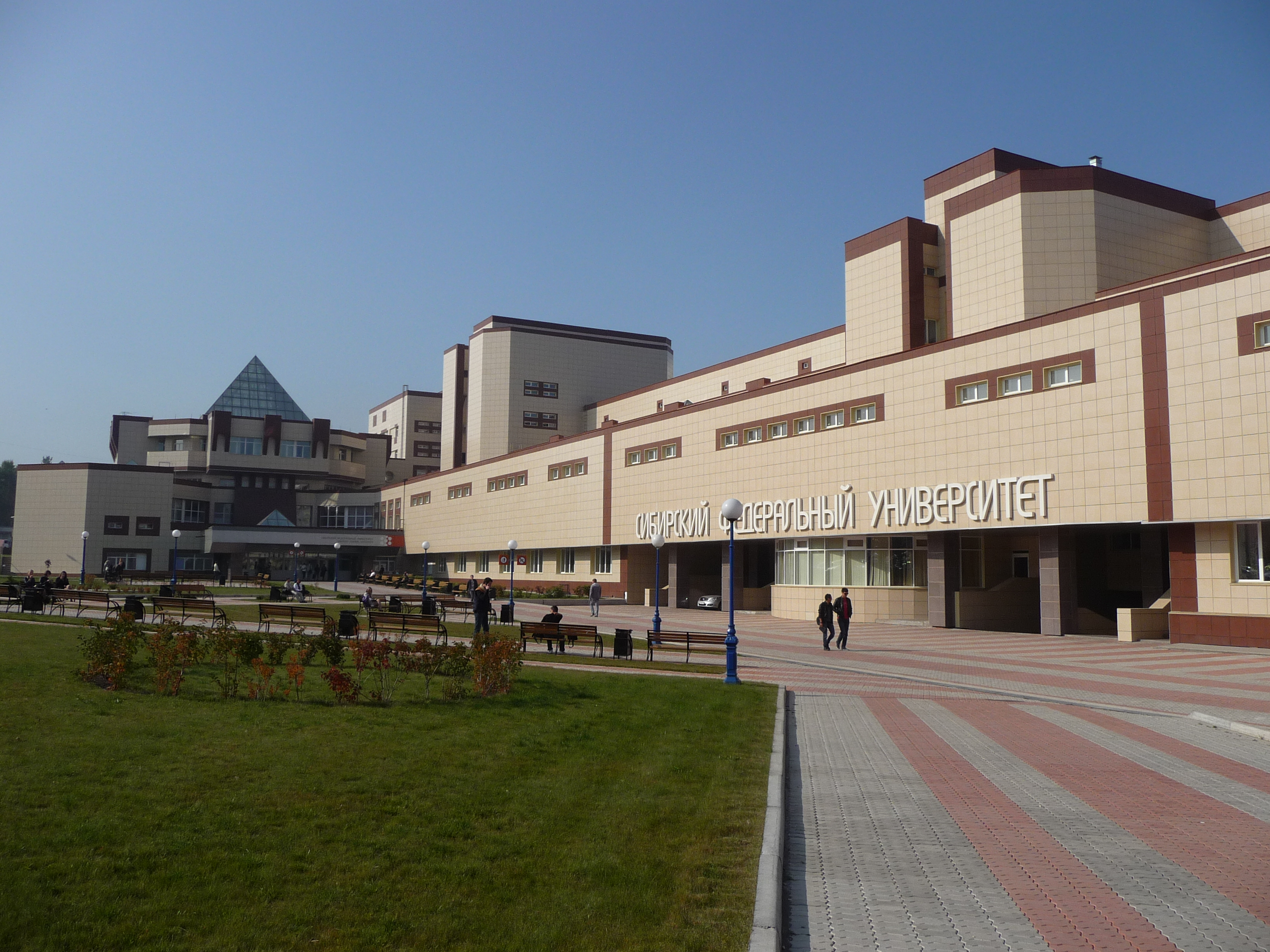
Сибирский федеральный университет

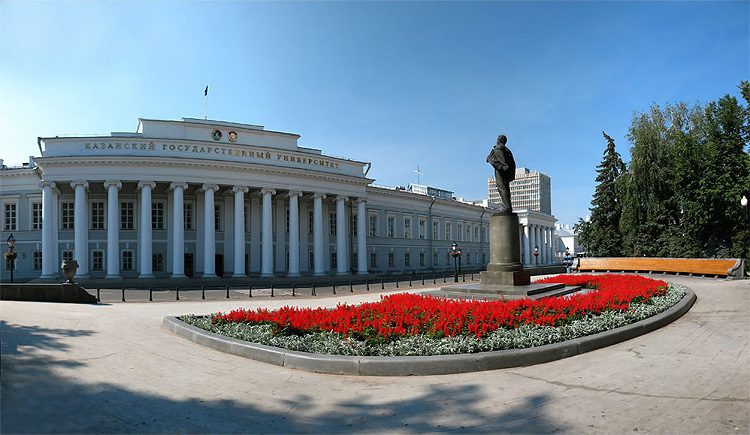
Казанский (Приволжский) федеральный университет

Федера́льный университе́т — наивысший вид высших учебных заведений в Российской Федерации (за исключением имеющих особый статус МГУ и СПбГУ).
Главной целью создания федеральных университетов, согласно концепции Министерства образования и науки Российской Федерации, является развитие системы высшего профессионального образования на основе оптимизации региональных образовательных структур и укрепления связей образовательных учреждений высшего образования с экономикой и социальной сферой федеральных округов. Также федеральные университеты способствуют формированию и развитию конкурентоспособного человеческого капитала в федеральных округах на основе создания и реализации инновационных услуг и разработок. Данная миссия реализуется путём организации и координации работы по сбалансированному обеспечению квалифицированными кадрами, крупных программ социально-экономического развития территорий и регионов в федеральном округе, а также научными, техническими и технологическими решениями.

## История федеральных университетов в России
Первым федеральным университетом в России стал Сибирский федеральный университет (СФУ), организованный в 2006 году в результате реорганизации — присоединения к Красноярскому государственному университету трёх крупных вузов Красноярска — Красноярского государственного технического университета, Красноярской государственной архитектурно-строительной академии и Государственного университета цветных металлов и золота.
Также в 2006 году путём присоединения к Ростовскому государственному университету ещё трёх региональных вузов – Ростовского государственного педагогического университета, Ростовской государственной академии архитектуры и искусства, Таганрогского государственного радиотехнического университета был создан Южный федеральный университет.
Все остальные федеральные университеты были образованы в России в период президентства Дмитрия Медведева. 7 мая 2008 года Президент Российской Федерации подписал указ «О федеральных университетах», согласно которому Правительству Российской Федерации было поручено в двухмесячный срок разработать и внести в Государственную Думу проект федерального закона, определяющего порядок создания и деятельности федеральных университетов, а также рассмотреть вопрос о создании Дальневосточного федерального университета и иных федеральных университетов (наряду с ранее созданными Сибирским и Южным федеральными университетами).
24 февраля 2009 года вступил в силу Федеральный закон Российской Федерации «О внесении изменений в отдельные законодательные акты Российской Федерации по вопросам деятельности федеральных университетов».
21 октября 2009 года Президент России подписал указ «О создании федеральных университетов в Северо-Западном, Приволжском, Уральском и Дальневосточном федеральных округах». В течение 2010—2011 годов в данных федеральных округах было создано пять федеральных университетов: Северный (Арктический) федеральный университет в Северо-Западном федеральном округе, Казанский (Приволжский) федеральный университет в Приволжском федеральном округе, Уральский федеральный университет в Уральском федеральном округе, Дальневосточный федеральный университет и Северо-Восточный федеральный университет в Дальневосточном федеральном округе.
13 октября 2010 года Президентом России был подписан указ о создании Балтийского федерального университета имени Иммануила Канта. 30 декабря 2010 года, согласно распоряжению Правительства России данный вуз был создан в Северо-Западном Федеральном округе на базе Российского государственного университета имени Иммануила Канта.
18 июля 2011 года был подписан Указ Президента Российской Федерации «О создании Северо-Кавказского федерального университета в Северо-Кавказском федеральном округе». Северо-Кавказский федеральный университет создан на базе трёх вузов Ставрополя в 2012 году.
Также, в январе 2011 года, о создании в Тюменской области федерального университета говорил на встрече Президенту РФ Дмитрию Медведеву губернатор Тюменской области Владимир Якушев. Губернатор ознакомил Дмитрия Медведева с идеей, которую выдвинул совет ректоров тюменских вузов: сформировать федеральный университет на базе слияния двух крупнейших высших учебных заведений области — Тюменского государственного университета и Тюменского нефтегазового университета. Однако к настоящему времени Западно-Сибирский федеральный университет создан не был.
4 августа 2014 года образован Крымский федеральный университет имени В. И. Вернадского путём объединения: Таврического национального университета имени В. И. Вернадского,  Крымского гуманитарного университета, Крымского экономического университета, Национальной академии природоохранного и курортного строительства, Крымского института информационно-полиграфических технологий, Крымского агротехнологического университета. Несмотря на протесты части профессорско-преподавательского состава Крымского государственного медицинского университета имени С. И. Георгиевского указанный вуз также вошёл в состав КФУ.

## Список существующих федеральных университетов
| №  | Название                                                             | Дата создания        | Вузы, вошедшие в состав федерального университета | Рейтинг РА Эксперт | Место расположения                              | Ректор                                                                                            |
| -- | -------------------------------------------------------------------- | -------------------- | --- | ------------------ | ----------------------------------------------- | ------------------------------------------------------------------------------------------------- |
| 1  | Балтийский федеральный университет имени Иммануила Канта (БФУ)       | 30 декабря 2010 года | Российский государственный университет имени Иммануила Канта | E                  | Калининград                                     | д. филос. н. Александр Фёдоров (данные уточняются, на данный момент ректор находится под арестом) |
| 2  | Дальневосточный федеральный университет                              | 2 апреля 2010 года   | Дальневосточный государственный университет (ДВГУ), Дальневосточный государственный технический университет, Тихоокеанский государственный экономический университет, Уссурийский государственный педагогический институт | D                  | Владивосток                                     | д. техн. н. Борис Коробец                                                                         |
| 3  | Казанский (Приволжский) федеральный университет                      | 2 апреля 2010 года   | Казанский государственный университет им. В. И. Ульянова-Ленина Академия государственного и муниципального управления при Президенте Республики Татарстан Татарский государственный гуманитарно-педагогический университет Казанский государственный финансово-экономический институт (КГФЭИ) Елабужский государственный педагогический университет (ЕГПУ)                    | C                  | Казань                                          | к. ю. н. Ленар Сафин                                                                              |
| 4  | Крымский федеральный университет имени В. И. Вернадского             | 4 августа 2014 года  | Таврический национальный университет имени В. И. Вернадского Национальная академия природоохранного и курортного строительства Крымский государственный медицинский университет им. С. И. Георгиевского Крымский агротехнологический университет Крымский гуманитарный университет Крымский экономический институт Крымский институт информационно-полиграфических технологий |                    | Симферополь                                     | д. т. н. Андрей Фалалеев                                                                          |
| 5  | Северный (Арктический) федеральный университет                       | 8 июня 2010 года     | Архангельский государственный технический университет Поморский государственный университет имени М. В. Ломоносова Технологический колледж Императора Петра I Северодвинский технический колледж Севмашвтуз Архангельский филиал ВЗФЭИ |                    | Архангельск                                     | д. т. н. Павел Марьяндышев                                                                        |
| 6  | Северо-Восточный федеральный университет имени М. К. Аммосова (СВФУ) | 2 апреля 2010 года   | Якутский государственный университет имени М. К. Аммосова Якутский государственный инженерно-технический институт Саха государственная педагогическая академия. |                    | Якутск, филиалы в Анадыре, Мирном, Нерюнгри     | д. б. н. Анатолий Николаев                                                                        |
| 7  | Северо-Кавказский федеральный университет (СКФУ)                     | 22 февраля 2012 года | Северо-Кавказский государственный технический университет, Ставропольский государственный университет Пятигорский государственный гуманитарно-технологический университет |                    | Ставрополь, филиалы в Пятигорске, Невинномысске | к. полит. н. Дмитрий Беспалов                                                                     |
| 8  | Сибирский федеральный университет                                    | 4 ноября 2006 года   | Красноярский государственный университет (КрасГУ) Красноярская государственная архитектурно-строительная академия (КрасГАСА) Красноярский государственный технический университет (КГТУ) Государственный университет цветных металлов и золота (ГУЦМИЗ) Красноярский государственный торгово-экономический институт                                                           | C                  | Красноярск                                      | к. филос. н. Максим Румянцев                                                                      |
| 9  | Южный федеральный университет (ЮФУ)                                  | 23 ноября 2006 года  | Ростовский государственный университет Ростовский государственная академия архитектуры и искусства Ростовский государственный педагогический университет Таганрогский государственный радиотехнический университет | С                  | Ростов-на-Дону Таганрог                         | д. э. н. Инна Шевченко                                                                            |
| 10 | Уральский федеральный университет (УрФУ)                             | 2 апреля 2010 года   | Уральский государственный технический университет имени первого Президента России Б. Н. Ельцина Уральский государственный университет | B                  | Екатеринбург                                    | к. и. н. Виктор Кокшаров                                                                          |